# Seznam turnej Britney Spears
Ameriška glasbenica Britney Spears je nastopila na petih večjih koncertnih turnejah, štiri od teh pa so bile svetovne. Na svoji prvi turneji je nastopila kot spremljevalna izvajalka glasbene skupine 'N Sync. Njena debitantska turneja, na kateri je bila glavna izvajalka ona sama, je bila turneja ...Baby One More Time Tour (1999 - 2000), ki jo je izvedla v Severni Ameriki, zaradi njenega uspeha pa so kasneje organizirali še promocijsko turnejo, v sklopu katere je nastopila še v več mestih, naslovljeno kot Crazy 2K. Turneji so kritiki dodelili v glavnem pozitivne ocene, vendar je vseeno povzročila nekaj kontroverznosti, prevdsem zaradi njenih pomankljivih kostumov. Jae-Ha Kim iz revije Chicago Sun-Times je komentiral: »Spearsova ima tisti faktor, zaradi katerega deluje kot kraljica preteklosti.« V letih 2000 in 2001 je nastopila na svoji prvi samostojni svetovni turneji, turneji Oops!... I Did It Again World Tour. Kritiki so turnejo hvalili zaradi nastopa in energije Britney Spears in banda. Temu je v letih 2001 in 2002 sledila turneja Dream Within a Dream Tour, v sklopu katere je prvič obiskala Mehiko in Japonsko. Nastope so izpopolnili s posebnimi vizualnimi efekti, vrhunec pa je bil vodni ekran, napolnjen z dvema tonama vode, ki so ga na oder pripeljali preden je izvedla pesem »...Baby One More Time«. Eden izmed pomembnejših dogodkov je bil tudi konec nastopa s pesmijo »Oops!... I Did It Again«, pri katerem je skočila na motor v zraku in nato nastopila s pesmijo »I Love Rock 'n' Roll«.
Turneji Dream Within a Dream Tour je sledila turneja The Onyx Hotel Tour (2004). Britney Spears je nameravala ustvariti turnejo, v sklopu katere bi nastopila v hotelih na različnih področjih, simbolizirala pa naj bi neizraženo poželenje. Ko si je Britney Spears na snemanju videospota za pesem »Outrageous« poškodovala svoje koleno, so turnejo ukinili. S turnejo Onyx Hotel Tour je Britney Spears zaslužila 34 milijonov $ in še dodatnih 30 milijonov $, ki jih je zaslužila s prodajo blaga za promocijo turneje, s čimer je postala ženska ustvarjalka, katere blago se najbolje prodaja. Britney Spears turneje kasneje ni več priredila vse do turneje The Circus Starring Britney Spears. Vsi koncerti v Severni Ameriki so bili razprodani, v nekaterih mestih pa je prodaja podrla rekord. Turneja je postala peta najbolje prodajana turneja leta 2009, pa tudi peta najbolje prodajana turneja ženske ustvarjalke vseh časov, saj je samo s prodajo vstopnic zaslužila 131,8 milijonov $. Septembra 2009 je nastopila na koncertu pred desetimi milijoni ljudi. Spears je nastopila tudi na dveh promocijskih turnejah: turneji L'Oreal Hair Zone Tour (1998) in turneji The M+M's Tour (2007). 

## Koncertne turneje
| Leto | Naslov                             | Trajanje | Število nastopov |
| --- | ---------------------------------- | --- | ---------------- |
| 1998 | 'N Sync Tour                       | 17. november 1998 – 27. december 1998 (Severna Amerika) | 22               |
| Prva koncertna turneja Britney Spears je bila turneja, na kateri je nastopila kot spremljevalna glasbenica pop glasbene skupine 'N Sync, ki jih je, tako kot njo, podpirala založba Jive. Britney Spears je na turneji nastopila v enaindvajsetih ameriških mestih, kot so Atlanta, Cleveland, St. Louis in Minneapolis. Čeprav je bila Britney Spears tudi za žensko občinstvo v precejšnjem kontrastu z njihovimi moškimi idoli, jih je osvojila s svojimi energičnimi pesmimi in veliko plesnimi točkami. |                                    | |                  |
| 1999-2000 | ...Baby One More Time Tour         | 28. junij 1999 – 20. april 2000 (Severna Amerika) | 80               |
| Turneja ...Baby One More Time Tour je bila debitantska turneja Britney Spears, na kateri je nastopila kot glavna ustvarjalka, s turnejo pa je promovirala svoj istoimenski debitantski glasbeni album. Britney Spears je oblikovala oder in sodelovala z modno oblikovalko Gio Ventola. Na koncertih, izvedenih leta 1999, je Britney Spears zapela številne pesmi drugih glasbenikov, kot so Madonna, Janet Jackson in glasbena skupina Journey. Leta 2000 so turnejo še razširili in vključili še 24 koncertov, ki jih je izvedla v sklopu turneje, naslovljene kot Crazy 2K, na kateri je nastopila tudi s pesmimi iz svojega drugega glasbenega albuma, Oops!... I Did It Again. Turneji so glasbeni kritiki dodelili večinoma pozitivne ocene, saj naj bi bil njen nastop »gotov in energičen«. Obtožili so jo tudi, da na turneji ni pela v živo, govoric pa sama ni nikoli ne potrdila ne zanikala. |                                    | |                  |
| 2000–01 | Oops!... I Did It Again World Tour | 20. junij 2000 – 20. september 2000 (Severna Amerika) 8. oktober 2000 – 21. november 2000 (Evropa) 18. januar 2001 (Brazilija)                                                                 | 90               |
| Turneja Oops!... I Did It Again World Tour je bila prva svetovna turneja Britney Spears, v sklopu katere je nastopila v Severni Ameriki, Evropi in Braziliji. Od njenih prejšnjih turnej se je razlikovala predvsem po vključevanju pirotehnike in vizualnih efektov. Glasbeni kritiki so turnejo v glavnem hvalili, saj so menili, da »je [koncert] dokazal, da mnogi ljudje, ki [jo] kritizirajo, sploh še nikoli niso bili na [njenem] koncertu«. Pokrovitelji turneje, SFX Entertainment, so Britney Spears še pred začetkom turneje za koncert plačali 200.000 $, mnogo izmed njenih koncertov pa je bilo razprodanih v enem dnevu. Turneja Oops!... I Did It Again World Tour je iztržila 40,5 milijonov $ in postala druga najbolje prodajana turneja samostojnega ustvarjalca leta. |                                    | |                  |
| 2001–02 | Dream Within a Dream Tour          | 1. november 2001 – 21. december 2001 (Severna Amerika) 25. april 2002 (Japonska) 24. maj 2002 – 28. julij 2002 (Severna Amerika)                                                               | 68               |
| Turneja Dream Within a Dream Tour je bila tretja turneja Britney Spears, s katero je želela promovirati svoj tretji glasbeni album, Britney. Za pokrovitelja so izbrali podjetje Concert West, pred tem pa je bil eden izmed možnih pokroviteljev tudi podjetje Clear Channel Entertainment. Del vstopnic in tržnega blaga so donirali otrokom, na katere so vplivali teroristični napadi 11. septembra 2001. Ime turneje je temeljilo na istomenski pesmi Edgarja Allana Poeja, tema pa so bila najstniška leta Britney Spears in novi neodvisnosti. Nastope so spremljali ekstravagantni posebni učinki – eden izmed teh je bil tudi vodni ekran, napolnjen z dvema tonama vode. Čeprav so kritiki menili, da so inovacije odvrnile pozornost od glasbe, je turneja uživala v velikem komercialnem uspehu in iztržila 43,7 milijona $.                                                                   |                                    | |                  |
| 2004 | The Onyx Hotel Tour                | 2. marec 2004 – 14. april 2004 (Severna Amerika) 26. april 2004 – 6. junij 2004 (Evropa) | 54               |
| Turneja Onyx Hotel Tour je bila četrta turneja Britney Spears, s katero je promovirala svoj četrti glasbeni album, In the Zone. Turnejo so navdihnili Broadwayjski muzikali in filmi Joela Schumacherja in Tima Burtona. Kritiki so turnejo opisali kot »treatralno ekstravagantnost« in jo primerjali z Madonnino turnejo The Girlie Show World Tour. S turnejo je Britney Spears nameravala pritegniti zrelejše občinstvo, kot s prejšnjimi koncerti, resulting in slower ticket sales. Vsega skupaj so s tržnim blagom zaslužili 30 milijonov $, s čimer je Britney Spears postala najbolje prodajana ženska ustvarjalka. Turnejo so potem, ko si je Britney Spears na snemanju nekega videospota poškodovala koleno, ukinili. Turneja Onyx Hotel Tour je iztržila 34 milijonov $. |                                    | |                  |
| 2009 | The Circus Starring Britney Spears | 3. marec 2009 – 5. maj 2009 (Severna Amerika) 3. junij 2009 – 26. julij 2009 (Evropa) 20. avgust 2009 – 27. september 2009 (Severna Amerika) 6. november 2009 – 29. november 2009 (Avstralija) | 97               |
| The Circus Starring Britney Spears je bila peta koncertna turneja Britney Spears, s katero je nameravala producirati svoj šesti glasbeni album, Circus. Oder je bil oblikovan kot oder v cirkusu. Teden dni potem, ko so oznanili turnejo, so prodali 500.000 vstopnic, zaradi česar so pokrovitelji izdali še več datumov turneje. Turneja je podrla tudi rekord udeležbe v mnogih mestih, vsi koncerti v Severni Ameriki pa so bili razprodani. Z iztrženimi 131,8 milijoni $ je turneja postala peta najbolje prodajana turneja 2009 in peta najbolje prodajana turneja ženske ustvarjalke vseh časov. Zaradi turneje je prišlo do kontroverznosti v Avstraliji, kjer je novinar dejal, da bodo na enem izmed koncertov na oder lahko stopili tudi nekateri oboževalci. Kakorkoli že, to so kasneje zanikali njen menedžer in njeni pokrovitelji.                                                       |                                    | |                  |
| 2011 | Femme Fatale Tour                  | 16. junij 2011 – 13. avgust 2011 (Severna Amerika) 22. september 2011 – 9. november 2011 (Evropa)                                                                                              | 54               |
| Femme Fatale Tour je šesta koncertna tuneja Britney Spears, s katero bo promovirala svoj sedmi glasbeni album, Femme Fatale. |                                    | |                  |

## Promocijske turneje
| Leto | Naslov                 | Trajanje                                     | Število nastopov     |
| --- | ---------------------- | -------------------------------------------- | -------------------- |
| 1998 | L'Oreal Hair Zone Tour | Junij 1998 – avgust 1998 (Severna Amerika)   | Exact number unknown |
| Potem, ko je Britney Spears končala s snemanjem svojega prvega albuma na Švedskem, je začela s promocijsko turnejo po ameriških nakupovalnih centrih; uporabila je enako metodo promoviranja, kot sta jo uporabili že Debbie Gibson in Tiffany v osemdesetih. Britney Spears je nastopila s štirimi pesmimi, spremljala pa sta jo dva spremljevalna plesalca. Srečala se je tudi s svojimi oboževalci in novinarji, ki jim je predstavila svoj demo posnetek s štirimi pesmimi s svojega prihajajočega albuma. Turneja je požela tudi velik uspeh. |                        |                                              |                      |
| 2007 | The M+M's Tour         | 1. maj 2007 – 20. maj 2007 (Severna Amerika) | 6                    |
| To je bila serija šestih koncertov v hiši bluesa po Združenih državah Amerike; Britney Spears je nastopila pod imenom The M+M's. Pred prvim koncertom so se pojavile špekulacije, da so vstopnice stale od 500 $ dalje. Britney Spears so na turneji spremljali štirije spremljevalni plesalci, s katerimi je v trinajstih minutah izvedla odlomke pesi »...Baby One More Time«, »I'm a Slave 4 U«, »Breathe on Me«, »Do Somethin'« in »Toxic«. |                        |                                              |                      |